# 벽혈남천
《벽혈남천》(중국어: 碧血藍天)은 1998년에 홍콩에서 개봉한 영화이다.

## 출연
- 조문탁 - 엄동
- 서기 - 진반
- 연개 - 미시마
- 왕합의 - 위국
- 증강 - 용남

## SBS 성우진 (2002년 3월 10일)
- 홍시호 - 엄동(조문탁)
- 윤성혜 - 진반(서기)
- 민응식 - 미시마(연개)
- 이재용 - 위국(왕합의)
- 송두석 - 대사(장동조)
- 이근욱 - 용남(증강) / 사령관(유순)
- 장광 - 보안국장(폴 래젠비)
- 황윤걸 - 죄수(주드 포이어) / 대통령
- 이진화 - 보안국장의 비서
- 이선호 - 어린 엄동
- 문선희 - 어린 진반
- 양희문 - 죄수(마이크 밀러) / 테러범(웅흔흔)
- 김호성 - 죄수(마이크 램버트)